# Otto Rühle (Politiker, 1914)
Otto Rühle (* 20. Februar 1914 in Zuffenhausen; † 6. April 1969 in Berlin) war ein deutscher Politiker  der DDR-Blockpartei NDPD. Er war Vorsitzender des NDPD-Landesvorstandes Sachsen-Anhalt und Abgeordneter der Volkskammer der DDR. Von 1949 bis 1952 war er zuerst Verkehrsminister und anschließend Gesundheitsminister in Sachsen-Anhalt.

## Leben
Der Sohn eines Postbeamten besuchte die Realschule und die Höhere Verwaltungsschule in Stuttgart. Er arbeitete von 1929 bis 1935 als Verwaltungsangestellter im öffentlichen Dienst. Von 1935 bis 1939 verrichtete er Militärdienst in der Wehrmacht. Am 1. Oktober 1937 beantragte er die Aufnahme in die NSDAP und wurde rückwirkend zum 1. Mai desselben Jahres aufgenommen (Mitgliedsnummer 5.759.667). Von 1939 bis 1941 war er Mitarbeiter des DRK. Ab 1941 leistete er als Zahlmeister in einer Sanitätskompanie Kriegsdienst in der Wehrmacht. Otto Rühle kam Ende Januar 1943 in Stalingrad als Oberzahlmeister eines Feldlazaretts im Rang eines Oberleutnants in sowjetische Kriegsgefangenschaft. Im Offizierslager Jelabuga wurde er zum Antifaschisten und 1943 Mitglied des NKFD. Er besuchte Antifaschulen in Krasnogorsk und Talizi, wurde im Anschluss selbst Lehrer für Antifaschüler.
Im November 1947 kehrte Rühle zunächst nach Südwestdeutschland zurück. Sein noch im gleichen Monat vor der Spruchkammer Ludwigsburg eröffnetes Entnazifizierungsverfahren, bei dem er sich selbst als Mitläufer einstufte, wurde im Februar 1948 gemäß der Weihnachtsamnestie-Verordnung vom 5. Februar 1947 eingestellt. 1948 arbeitet Rühle als Lehrer und Leiter der Landesverwaltungsschule in Dessau. 1948/49 war er Oberregierungsrat im Innenministerium der Landesregierung Sachsen-Anhalt. Im April 1948 wurde er mit Jakob-Adolf Heilmann und Siegfried Dallmann zum Mitbegründer und stellvertretenden Landesvorsitzenden der NDPD in Sachsen-Anhalt. Seitdem war er auch Mitglied des NDPD-Hauptausschusses. Am 13. Juli 1948 gab er als Mitglied des vorläufigen Zonenvorstandes der NDPD in Halle (Saale) den Antrag der NDPD bekannt, als offizielle Vertretung in den Volksrat aufgenommen zu werden. Nach dem Tod von Jakob-Adolf Heilmann war er von 1950 bis 1952 Vorsitzender des Landesvorstandes Sachsen-Anhalt der NDPD.
1949 wurde er an der Universität Leipzig zum Dr. rer. pol. promoviert, 1952 habilitiert. Von Oktober 1949 bis November 1950 fungierte er als Minister für Verkehr, von November 1950 bis 1952 als Minister für Gesundheitswesen in Sachsen-Anhalt. Seit Februar 1950 gehörte er dem Nationalrat der Nationalen Front an, zunächst als Mitglied, später als Mitglied des Präsidiums und Vizepräsident.
1949 wurde er Mitglied des Ersten und Zweiten Volksrates der SBZ bzw. der Provisorischen Volkskammer der DDR. Er gehörte dann von 1950 bis 1969 als Mitglied der NDPD-Fraktion der Volkskammer an, war von 1954 bis 1963 Stellvertreter des Vorsitzenden des Ausschusses für Gesundheitswesen und seit 1967 Mitglied des Ausschusses für Volksbildung.
1952/53 war er Vorsitzender des NDPD-Bezirksvorstandes Dresden. 1953 wurde er Redakteur des NDPD-Zentralorgans National-Zeitung und wegen „falscher Artikel“ seiner Funktion wieder enthoben. Von 1954 bis 1958 war er Abgeordneter des Bezirkstages Neubrandenburg und stellvertretender Vorsitzender des Rates des Bezirkes Neubrandenburg. Gleichzeitig war er stellvertretender Vorsitzender des NDPD-Bezirksvorstandes Neubrandenburg. Seit 1958 war er wissenschaftlicher Mitarbeiter des Wirtschaftsrates beim Rat des Bezirkes Neubrandenburg.
1955 wurde er Professor für politische Ökonomie an der Humboldt-Universität zu Berlin, 1958 Professor mit Lehrauftrag an der Ernst-Moritz-Arndt-Universität Greifswald, 1959 wissenschaftlicher Mitarbeiter der Forschungsstelle für Agrarökonomik Anklam der Deutschen Akademie der Landwirtschaftswissenschaften und 1963 Direktor des „Rubenow-Instituts“ für Bildungsforschung der Philosophischen Fakultät der Ernst-Moritz-Arndt-Universität Greifswald.
Im März 1957 reiste der geborene Schwabe und nunmehrige Volkskammerabgeordnete als „Dr. Rühle aus Stuttgart“ mehr oder weniger getarnt nach Bonn, um die Standpunkte des damaligen Finanzministers der Bundesrepublik Fritz Schäffer hinsichtlich der Existenz zweier deutscher Staaten auszuloten.
Seit März 1961 war er Vizepräsident der Deutsch-Afrikanischen Gesellschaft. Er wirkte auch als Mitglied des Präsidiums der Urania.
Rühle starb mit 55 Jahren an den Spätfolgen eines schweren Verkehrsunfalls.

## Schriften
- Die freie Marktwirtschaft – ihre historische Stellung und ihre theoretischen Grundlagen. (Dissertation) Halle, 1949.
- Für ein gesundes Volk. Ein Abriss über die Gesundheitspolitik der Deutschen Demokratischen Republik. Verlag der Nation Berlin, 1952.
- Arzt und Nation. Verlag der Nation Berlin, 1952.
- Der betriebliche Krankenstand – ein gesellschaftliches Problem. Tribüne Berlin, 1953.
- Die Sicherung im Krankheitsfalle: Von Krankengeld, Heilkuren, Krankenstand und weiteren wichtigen Fragen der Sozialversicherung. Urania-Verlag Leipzig/Jena, 1955.
- Das Handwerk gestern und heute. Urania-Verlag Leipzig/Jena, 1955.
- Handwerk auf neuen Wegen. Urania-Verlag Leipzig/Jena, 1956.
- Vom Untertan zum Staatsbürger. Kongress-Verlag Berlin, 1957.
- Rede auf dem Trauerakt der Ernst-Moritz-Arndt-Universität Greifswald am 10. September 1960 zum Gedenken an den verstorbenen Staatspräsidenten Wilhelm Pieck. Ernst-Moritz-Arndt-Universität Greifswald, 1961.
- Bauer und Geschichte. Gesellschaft zur Verbreitung Wissenschaftlicher Kenntnisse Berlin, 1961.
- Brot für sechs Milliarden. Urania-Verlag Leipzig/Jena, 1963.
- Klassisches Humanitätsideal und sozialistisches Menschenbild. Universität Greifswald|Ernst-Moritz-Arndt-Universität Greifswald, 1965.
- Weg und Ziel der sozialistischen Universität. Universität Greifswald|Ernst-Moritz-Arndt-Universität Greifswald, 1966.
- Idee und Gestalt der deutschen Universität. Deutscher Verlag der Wissenschaften Berlin, 1966.
- Genesung in Jelabuga. Autobiographischer Bericht. Verlag der Nation Berlin, 1967 (2. Auf. 1968, 3. Aufl. 1973, 4. Aufl. 1977, 5. Aufl. 1982, ins Russische übers. als Iscelenie v Elabuge erschienen 1969, neu verlegt 2010 unter dem Titel Žertvy Stalingrada: iscelenie v Elabuge).

## Auszeichnungen
- 1955 Vaterländischer Verdienstorden in Silber
- 1955 Ehrennadel der Gesellschaft zur Verbreitung wissenschaftlicher Kenntnisse in Silber
- 1957 Ernst-Moritz-Arndt-Medaille
- 1957 polnischer Orden „Gryf Pomorski“
- 1958 Verdienstmedaille der ČSSR
- 1964 Orden Banner der Arbeit
- Ehrenzeichen der NDPD
- Verdienstmedaille der DDR